# Hans-Jürgen Greil
Hans-Jürgen Greil va ser un ciclista alemany que s'especialitzà en la modalitat de tàndem. Va guanyar dues medalles, una d'elles d'or, als Campionats del món d'aquesta especialitat.

## Palmarès
- 1984
  -  Campió del món en Tàndem (amb Franck Weber)
  -  Campió d'Alemanya en Tàndem (amb Franck Weber)
- 1985
  -  Campió d'Alemanya amateur en Velocitat
  -  Campió d'Alemanya en Tàndem (amb Franck Weber)
- 1986
  -  Campió d'Alemanya en Tàndem (amb Franck Weber)
- 1987
  -  Campió d'Alemanya en Tàndem (amb Franck Weber)
- 1988
  -  Campió d'Alemanya en Tàndem (amb Franck Weber)
- 1989
  -  Campió d'Alemanya amateur en Velocitat
  -  Campió d'Alemanya en Tàndem (amb Franck Weber)